# Йозеф Еффнер
Йозеф Еффнер (нім. Joseph Effner) (хрестився 4 лютого 1687 в Дахау — 23 лютого 1745, Мюнхен) — німецький ландшафтний архітектор і декоратор.

## Біографія

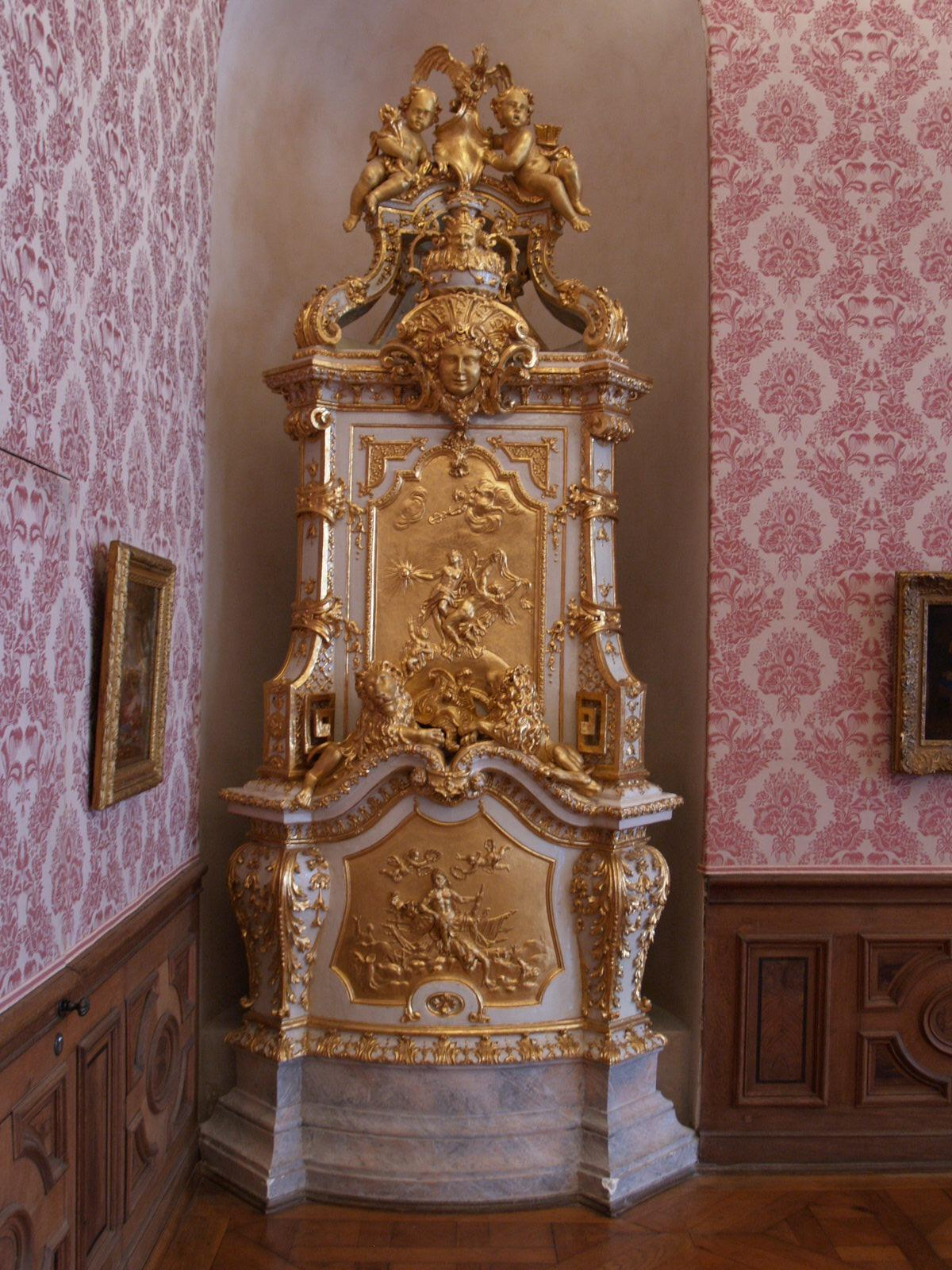
Йозеф Еффнер. Піч у палаці Шляйсгайм

Йозеф Еффнер був дев'ятим з десяти дітей Крістіана Еффнера, який працював садівником з 1668 році у Нойдеку (Мюнхен), а з 1670 року в Дахау, і Марії Катаріни, уродженої Ґебгард.
У 1721 році Еффнер одружився з Марією Магдалиною Шон. Його перший син Ґауденц Еффнер був чиновником у Штраубінзі і Пассау. Молодший син, якого теж звали Йозеф Еффнер, був каноніком і деканом в Мюнхені. Його дочка Марія Адельгайд вийшла заміж за мера і головного суддю Мюнхена Мікаеля Адама Берґмана.
Його онук Карл Йозеф Еффнер був директором Королівського придворного саду.

## Кар'єра
Йозеф Еффнер починав як садівник. У квітні 1706 року від імені та за рахунок курфюрста Максиміліана II він був відправлений спочатку до Брюсселя, а згодом до Парижа, де навчався у відомого тоді французького архітектора Жермена Бофра (1667-1754). У 1717 році баварський курфюрст Максиміліан II відправляє Йозефа на навчання до Італії. Після смерті придворного архітектора Дзуккаллі Еффнер займає його посаду. З приходом до влади Карла Альберта Еффнера замінив його учень Франсуа де Кювільє.

## Основні роботи
- Модернізація палацу Дахау (1715-1717)
- Зведення замку Фюрстенрід у Мюнхені (1715-1717)
- Розширення парку і палацу Німфенбург, будівництво Паґоденбурга (1716-1719) і Баденбурга (1718-1721)
- Розширення палацу Шляйсгайм (1719-1726)
- Оформлення залів Мюнхенської резиденції
- Зведення барочного особняка Palais Preysing у Мюнхені (1723-1729)